# Иньва

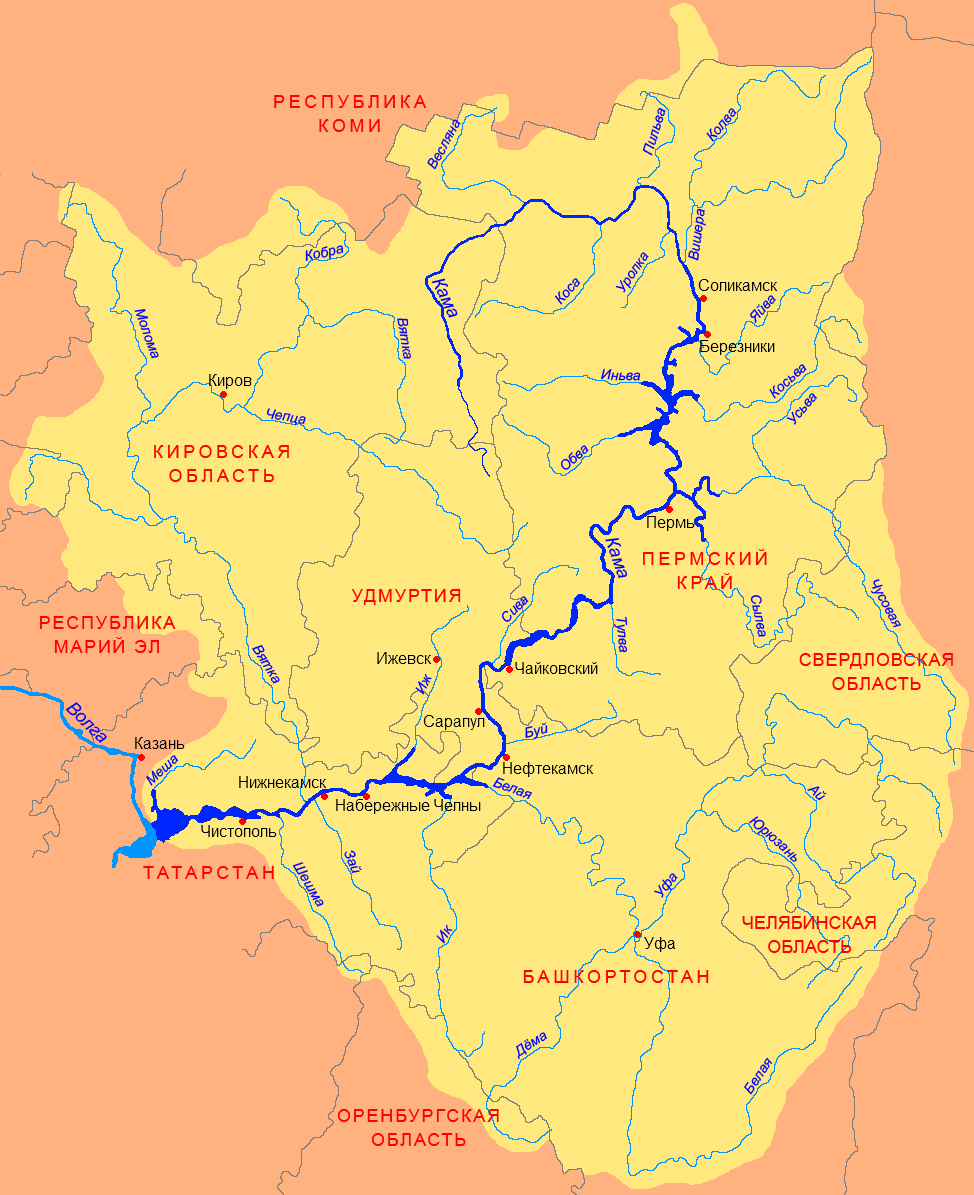
Бассейн Камы

И́ньва — река в Пермском крае, правый приток Камы. Устье реки находится в 810 км по правому берегу Камы, река впадает в Иньвенский залив Камского водохранилища. Длина реки составляет 257 км, площадь водосборного бассейна — 5920 км². Средняя высота водосбора — 188 м
Высота устья — 108,5 м над уровнем моря.
Исток Иньвы находится на Верхнекамской возвышенности вблизи границы Кировской области в 50 км к западу от Кудымкара. Исток находится на водоразделе с рекой Колыч. Генеральное направление течения — восток, русло сильно извилистое, в низовьях образует старицы. Ширина реки у города Кудымкар около 45 метров, у села Купрос — около 70 метров.
Река течёт по широкой луговой долине, скорость течения небольшая. В низовьях река течёт в низких болотистых берегах, сильно петляя, причём у большинства меандров перешеек суши составляет не более 20 — 50 м.
Верхнее течение лежит в Кудымкарском районе, нижнее — в Юсьвинском. На реке стоит город Кудымкар; сёла Весёлый Мыс, Верх-Иньва, Пешнигорт, Ивукова (Кудымкарский район); Архангельское, Крохалёво и Купрос (Юсьвинский район), а также ряд более мелких деревень. На берегу Иньвенского залива водохранилища при впадении в него Иньвы расположен посёлок Майкор.
Река богата рыбными ресурсами, здесь водится лещ, судак, чехонь, карп, сазан, окунь, ёрш, щука, налим, плотва, пескарь и другие виды.
Согласно ЭСБЕ, в верховьях Иньвы находилось много водяных мельниц, а по берегам Иньвы и её притоков известно множество чудских городищ.

## Этимология
Исследователь коми-пермяцкого языка А. С. Кривощёкова-Гантман считает распространённое объяснение названия (Иньва — коми-перм. Женская вода) ненаучным, в частности потому, что коми-перм. инь — не женщина, а жена. Кроме того, отмечает Кривощёкова-Гантман, в Пермском крае есть река Инья, с той же основой в названии — инь, но эту реку «никто не называет женской или принадлежащей жене». Согласно её версии, в основе названия Иньва лежит вышедший из употребления уральский или урало-алтайский термин (в Сибири несколько рек имеют близкое название, Иня, например правый приток Оби), а Урал и Сибирь всегда были тесно связаны.

## Притоки
Основные притоки: Кува, Велва, Истёр, Доег, Пой, Исыл (лв); Юсьва (пр).
(указано расстояние от устья)
- 7,2 км: река Онь (лв)
- 16 км: река Исыл (лв)
- 24 км: река Романшор (пр)
- 36 км: река без названия (пр)
- 42 км: река Пой (лв)
- 54 км: река Куча (пр)
- 60 км: река Бадья (лв)
- 71 км: река Доег (лв)
- 85 км: река Ык (пр)
- ≈86 км: Ык (лв)
- 96 км: река Истёр (лв)
- 99 км: река Юсьва (пр)
- 103 км: река Велва (Вильва) (лв)
- 138 км: река Серва (лв)
- 150 км: река Олыч (пр)
- 155 км: река Кува (лв)
- 181 км: река Пиканшор (лв)
- 195 км: река Вежайка (лв)
- 210 км: река Котыс (пр)
- 212 км: ручей Ижитшор (пр)
- 219 км: река Кордъю (лв)
- 241 км: река Шервож (лв)

## Данные водного реестра
По данным государственного водного реестра России относится к Камскому бассейновому округу, водохозяйственный участок реки — Кама от города Березники до Камского гидроузла, без реки Косьва (от истока до Широковского гидроузла), Чусовая и Сылва, речной подбассейн реки — бассейны притоков Камы до впадения Белой. Речной бассейн реки — Кама.
Код объекта в государственном водном реестре — 10010100912111100007826.